# Ferrocarril Mexicano del Sur
| Beginn der Strecke E in Amozoc, linkes Gleis nach Rafael Lara Grajales (2016) |                                 |                                           |                                           |
| Kursbuchstrecke: | E                               |                                           |                                           |
| Streckenlänge: | 382 km, davon in Betrieb 132 km |                                           |                                           |
| Spurweite: | 1435 mm (Normalspur)            |                                           |                                           |
| |                                 |                                           |                                           |
| \| \| \| Strecke VB nach Puebla \| \| \| \| 0 \| Amozoc de Mota \| Amozoc de Mota \| \| \| 0,5 \| Strecke VB nach Rafael Lara Grajales \| Strecke VB nach Rafael Lara Grajales \| \| \| 1,2 \| MEX 129 \| MEX 129 \| \| \| 19,3 \| Tepeaca \| Tepeaca \| \| \| 20,9 \| MEX 150 \| MEX 150 \| \| \| 22,4 \| Anschluss Cemex \| Anschluss Cemex \| \| \| \| El Chitero nach Ixcaquixtla \| \| \| \| 36,7 \| Cuapiaxtla (früher Rosendo Marquez) \| Cuapiaxtla (früher Rosendo Marquez) \| \| \| 37,1 \| El Chitero nach Rafael Lara Grajales \| El Chitero nach Rafael Lara Grajales \| \| \| 47,1 \| Tecamachalco \| Tecamachalco \| \| \| 63,5 \| MEX 150 \| MEX 150 \| \| \| 69,1 \| Tlacuitlapan \| Tlacuitlapan \| \| \| \| Strecke nach Mucio Martinez \| \| \| \| 97,6 \| Strecke EA nach Cañada Morelos \| Strecke EA nach Cañada Morelos \| \| \| 98,5 \| Nuevo Carnero \| Nuevo Carnero \| \| \| 98,7 \| MEX 135D \| MEX 135D \| \| \| 106,7 \| MEX 150 \| MEX 150 \| \| \| 109,4 \| MEX 135 \| MEX 135 \| \| \| 109,6 \| Tehuacán \| Tehuacán \| \| \| 130,4 \| MEX 135 \| MEX 135 \| \| \| 130,5 \| San Miguel \| San Miguel \| \| \| 131,1 \| Anschluss Aceites y Proteínas el Calvario \| Anschluss Aceites y Proteínas el Calvario \| \| \| 131,8 \| ab hier abgebaut \| ab hier abgebaut \| \| \| \| Santa Cruz Acapa \| \| \| \| \| MEX 135 \| \| \| \| \| Altepexi \| \| \| \| \| MEX 135 \| \| \| \| \| San Sebastián Zinacatepec \| \| \| \| \| MEX 135 \| \| \| \| \| Río Salado \| \| \| \| \| Guadalupe Victoria \| \| \| \| \| (57 m) \| \| \| \| \| San Antonio Nanahuatípam \| \| \| \| \| Ignacio Mejía \| \| \| \| \| Baaranca Oscura \| \| \| \| \| (52 m) \| \| \| \| \| Tecomavaca \| \| \| \| \| MEX 135 \| \| \| \| \| Río Salado (98 m) \| \| \| \| \| Río Grande (108 m) \| \| \| \| \| Quitepec \| \| \| \| \| El Escape \| \| \| \| \| MEX 135 \| \| \| \| \| San Juan Bautista Cuicatlan \| \| \| \| \| Río Grande (166 m) \| \| \| \| \| ab hier Gleise vorhanden \| \| \| \| \| Gleisdreieck \| \| \| \| \| Tomellín \| \| \| \| \| \| \| \| \| \| Puente Murcielago \| \| \| \| \| San Pedro Jaltepetongo \| \| \| \| \| Puente de hierro (31 m) \| \| \| \| \| San Gabriel Almoloya \| \| \| \| \| Río San Antonio (38 m) \| \| \| \| \| \| \| \| \| \| Santa María Almoloyas \| \| \| \| \| Río San Antonio (32 m) \| \| \| \| \| San Juan Tlalixtlahuaca \| \| \| \| \| ab hier abgebaut \| \| \| \| 282,0 \| Kilómetro 300 vías del ferrocarril \| Kilómetro 300 vías del ferrocarril \| \| \| 284,6 \| Asunción Nochixtlán \| Asunción Nochixtlán \| \| \| 291,3 \| El Parián \| El Parián \| \| \| 291,9 \| Río San Antonio (35 m) \| Río San Antonio (35 m) \| \| \| 294,9 \| San Juan Sosola \| San Juan Sosola \| \| \| 304,9 \| Las Sedas \| Las Sedas \| \| \| 305,1 \| Gleisdreieck \| Gleisdreieck \| \| \| \| MEX 135 \| \| \| \| \| MEX 190 \| \| \| \| \| San Pablo Huitzo \| \| \| \| \| Etla \| \| \| \| \| MEX 135D \| \| \| \| \| \| \| \| \| \| Oaxaca \| \| \| \| \| Gleisdreieck \| \| \| \| \| Zweigstrecke EB \| \| \| \| \| Río Atoyac (100 m) \| \| \| \| \| nach Ocotlán de Morelos \| \| \| \| \| MEX 190 \| \| \| \| \| MEX 190 \| \| \| \| \| Anschluss PEMEX \| \| \| \| \| Río Seco (36 m) \| \| \| \| 382,0 \| Tlacolula \| Tlacolula \| |                                 |                                           |                                           |
| Strecke |                                 | Strecke VB nach Puebla                    | Strecke VB nach Puebla                    |
| ehemaliger Bahnhof | 0                               | Amozoc de Mota                            | Amozoc de Mota                            |
| Abzweig geradeaus und nach links | 0,5                             | Strecke VB nach Rafael Lara Grajales      | Strecke VB nach Rafael Lara Grajales      |
| Bahnübergang geradeaus unten | 1,2                             | MEX 129                                   | MEX 129                                   |
| ehemaliger Haltepunkt / Haltestelle | 19,3                            | Tepeaca                                   | Tepeaca                                   |
| Bahnübergang geradeaus unten | 20,9                            | MEX 150                                   | MEX 150                                   |
| Abzweig geradeaus und ehemals nach rechts | 22,4                            | Anschluss Cemex                           | Anschluss Cemex                           |
| Strecke von rechts (außer Betrieb) · Strecke |                                 | El Chitero nach Ixcaquixtla               | El Chitero nach Ixcaquixtla               |
| Haltepunkt / Haltestelle (Strecke außer Betrieb) · Haltepunkt / Haltestelle | 36,7                            | Cuapiaxtla (früher Rosendo Marquez)       | Cuapiaxtla (früher Rosendo Marquez)       |
| Strecke nach links (außer Betrieb) · Kreuzung geradeaus unten · Strecke quer | 37,1                            | El Chitero nach Rafael Lara Grajales      | El Chitero nach Rafael Lara Grajales      |
| ehemaliger Haltepunkt / Haltestelle | 47,1                            | Tecamachalco                              | Tecamachalco                              |
| Bahnübergang geradeaus unten | 63,5                            | MEX 150                                   | MEX 150                                   |
| ehemaliger Haltepunkt / Haltestelle | 69,1                            | Tlacuitlapan                              | Tlacuitlapan                              |
| Abzweig geradeaus und ehemals nach rechts |                                 | Strecke nach Mucio Martinez               | Strecke nach Mucio Martinez               |
| Abzweig geradeaus, nach links und von links | 97,6                            | Strecke EA nach Cañada Morelos            | Strecke EA nach Cañada Morelos            |
| Dienststation / Betriebs- oder Güterbahnhof | 98,5                            | Nuevo Carnero                             | Nuevo Carnero                             |
| Strecke mit Straßenbrücke | 98,7                            | MEX 135D                                  | MEX 135D                                  |
| Bahnübergang geradeaus unten | 106,7                           | MEX 150                                   | MEX 150                                   |
| Bahnübergang geradeaus unten | 109,4                           | MEX 135                                   | MEX 135                                   |
| ehemaliger Bahnhof | 109,6                           | Tehuacán                                  | Tehuacán                                  |
| Bahnübergang geradeaus unten | 130,4                           | MEX 135                                   | MEX 135                                   |
| ehemaliger Haltepunkt / Haltestelle | 130,5                           | San Miguel                                | San Miguel                                |
| Abzweig geradeaus und von links | 131,1                           | Anschluss Aceites y Proteínas el Calvario | Anschluss Aceites y Proteínas el Calvario |
| | 131,8                           | ab hier abgebaut                          | ab hier abgebaut                          |
| Haltepunkt / Haltestelle (Strecke außer Betrieb) |                                 | Santa Cruz Acapa                          | Santa Cruz Acapa                          |
| Bahnübergang geradeaus unten (Strecke außer Betrieb) |                                 | MEX 135                                   | MEX 135                                   |
| Haltepunkt / Haltestelle (Strecke außer Betrieb) |                                 | Altepexi                                  | Altepexi                                  |
| Bahnübergang geradeaus unten (Strecke außer Betrieb) |                                 | MEX 135                                   | MEX 135                                   |
| Haltepunkt / Haltestelle (Strecke außer Betrieb) |                                 | San Sebastián Zinacatepec                 | San Sebastián Zinacatepec                 |
| Bahnübergang geradeaus unten (Strecke außer Betrieb) |                                 | MEX 135                                   | MEX 135                                   |
| Brücke über Wasserlauf (Strecke außer Betrieb) |                                 | Río Salado                                | Río Salado                                |
| Haltepunkt / Haltestelle (Strecke außer Betrieb) |                                 | Guadalupe Victoria                        | Guadalupe Victoria                        |
| Brücke über Wasserlauf (Strecke außer Betrieb) |                                 | (57 m)                                    | (57 m)                                    |
| Haltepunkt / Haltestelle (Strecke außer Betrieb) |                                 | San Antonio Nanahuatípam                  | San Antonio Nanahuatípam                  |
| Haltepunkt / Haltestelle (Strecke außer Betrieb) |                                 | Ignacio Mejía                             | Ignacio Mejía                             |
| Brücke über Wasserlauf (Strecke außer Betrieb) |                                 | Baaranca Oscura                           | Baaranca Oscura                           |
| Brücke über Wasserlauf (Strecke außer Betrieb) |                                 | (52 m)                                    | (52 m)                                    |
| Haltepunkt / Haltestelle (Strecke außer Betrieb) |                                 | Tecomavaca                                | Tecomavaca                                |
| Strecke mit Straßenbrücke (Strecke außer Betrieb) |                                 | MEX 135                                   | MEX 135                                   |
| Brücke über Wasserlauf (Strecke außer Betrieb) |                                 | Río Salado (98 m)                         | Río Salado (98 m)                         |
| Brücke über Wasserlauf (Strecke außer Betrieb) |                                 | Río Grande (108 m)                        | Río Grande (108 m)                        |
| Haltepunkt / Haltestelle (Strecke außer Betrieb) |                                 | Quitepec                                  | Quitepec                                  |
| Haltepunkt / Haltestelle (Strecke außer Betrieb) |                                 | El Escape                                 | El Escape                                 |
| Bahnübergang geradeaus unten (Strecke außer Betrieb) |                                 | MEX 135                                   | MEX 135                                   |
| Haltepunkt / Haltestelle (Strecke außer Betrieb) |                                 | San Juan Bautista Cuicatlan               | San Juan Bautista Cuicatlan               |
| Brücke über Wasserlauf (Strecke außer Betrieb) |                                 | Río Grande (166 m)                        | Río Grande (166 m)                        |
| |                                 | ab hier Gleise vorhanden                  |                                           |
| Abzweig geradeaus, nach rechts und von rechts (Strecke außer Betrieb) |                                 | Gleisdreieck                              | Gleisdreieck                              |
| Betriebs-/Güterbahnhof Streckenanfang (Strecke außer Betrieb) · Haltepunkt / Haltestelle (Strecke außer Betrieb) |                                 | Tomellín                                  | Tomellín                                  |
| Strecke nach links (außer Betrieb) · Abzweig geradeaus und von rechts (Strecke außer Betrieb) |                                 |                                           |                                           |
| Brücke über Wasserlauf (Strecke außer Betrieb) |                                 | Puente Murcielago                         | Puente Murcielago                         |
| Haltepunkt / Haltestelle (Strecke außer Betrieb) |                                 | San Pedro Jaltepetongo                    | San Pedro Jaltepetongo                    |
| Brücke über Wasserlauf (Strecke außer Betrieb) |                                 | Puente de hierro (31 m)                   | Puente de hierro (31 m)                   |
| Haltepunkt / Haltestelle (Strecke außer Betrieb) |                                 | San Gabriel Almoloya                      | San Gabriel Almoloya                      |
| Brücke über Wasserlauf (Strecke außer Betrieb) |                                 | Río San Antonio (38 m)                    | Río San Antonio (38 m)                    |
| Tunnel (Strecke außer Betrieb) |                                 |                                           |                                           |
| Haltepunkt / Haltestelle (Strecke außer Betrieb) |                                 | Santa María Almoloyas                     | Santa María Almoloyas                     |
| Brücke über Wasserlauf (Strecke außer Betrieb) |                                 | Río San Antonio (32 m)                    | Río San Antonio (32 m)                    |
| Haltepunkt / Haltestelle (Strecke außer Betrieb) |                                 | San Juan Tlalixtlahuaca                   | San Juan Tlalixtlahuaca                   |
| |                                 | ab hier abgebaut                          |                                           |
| Strecke (außer Betrieb) · Kilometer-Wechsel | 282,0                           | Kilómetro 300 vías del ferrocarril        | Kilómetro 300 vías del ferrocarril        |
| Haltepunkt / Haltestelle (Strecke außer Betrieb) | 284,6                           | Asunción Nochixtlán                       | Asunción Nochixtlán                       |
| Haltepunkt / Haltestelle (Strecke außer Betrieb) | 291,3                           | El Parián                                 | El Parián                                 |
| Brücke über Wasserlauf (Strecke außer Betrieb) | 291,9                           | Río San Antonio (35 m)                    | Río San Antonio (35 m)                    |
| Haltepunkt / Haltestelle (Strecke außer Betrieb) | 294,9                           | San Juan Sosola                           | San Juan Sosola                           |
| Haltepunkt / Haltestelle (Strecke außer Betrieb) | 304,9                           | Las Sedas                                 | Las Sedas                                 |
| Abzweig geradeaus, nach rechts und von rechts (Strecke außer Betrieb) | 305,1                           | Gleisdreieck                              | Gleisdreieck                              |
| Strecke mit Straßenbrücke (Strecke außer Betrieb) |                                 | MEX 135                                   | MEX 135                                   |
| Strecke mit Straßenbrücke (Strecke außer Betrieb) |                                 | MEX 190                                   | MEX 190                                   |
| Haltepunkt / Haltestelle (Strecke außer Betrieb) |                                 | San Pablo Huitzo                          | San Pablo Huitzo                          |
| Haltepunkt / Haltestelle (Strecke außer Betrieb) |                                 | Etla                                      | Etla                                      |
| Strecke mit Straßenbrücke (Strecke außer Betrieb) |                                 | MEX 135D                                  | MEX 135D                                  |
| Strecke von links (außer Betrieb) · Abzweig geradeaus und nach rechts (Strecke außer Betrieb) |                                 |                                           |                                           |
| Betriebs-/Güterbahnhof Streckenende (Strecke außer Betrieb) · Bahnhof (Strecke außer Betrieb) |                                 | Oaxaca                                    | Oaxaca                                    |
| Abzweig geradeaus, nach rechts und von rechts (Strecke außer Betrieb) |                                 | Gleisdreieck                              | Gleisdreieck                              |
| Strecke von links (außer Betrieb) · Abzweig geradeaus und nach rechts (Strecke außer Betrieb) |                                 | Zweigstrecke EB                           | Zweigstrecke EB                           |
| Brücke über Wasserlauf (Strecke außer Betrieb) · Strecke (außer Betrieb) |                                 | Río Atoyac (100 m)                        | Río Atoyac (100 m)                        |
| Strecke nach rechts (außer Betrieb) · Strecke (außer Betrieb) |                                 | nach Ocotlán de Morelos                   | nach Ocotlán de Morelos                   |
| Strecke mit Straßenbrücke (Strecke außer Betrieb) |                                 | MEX 190                                   | MEX 190                                   |
| Bahnübergang geradeaus unten (Strecke außer Betrieb) |                                 | MEX 190                                   | MEX 190                                   |
| Abzweig geradeaus und nach links (Strecke außer Betrieb) |                                 | Anschluss PEMEX                           | Anschluss PEMEX                           |
| Brücke über Wasserlauf (Strecke außer Betrieb) |                                 | Río Seco (36 m)                           | Río Seco (36 m)                           |
| Kopfbahnhof Streckenende (Strecke außer Betrieb) | 382,0                           | Tlacolula                                 | Tlacolula                                 |

Der Ferrocarril Mexicano del Sur, offizielle Streckenbezeichnung Línea E (deutsch Strecke E), ist eine 382 Kilometer lange Eisenbahnstrecke in der Mitte Méxikos, die Amozoc de Mota, einen östlich gelegenen Vorort der Millionenstadt Puebla mit Tlacolula de Matamoros verbindet, einer Stadt südöstlich von Oaxaca, Hauptstadt des gleichnamigen Bundesstaates. Die Strecke ist eingleisig, nicht elektrifiziert und aktuell im Abschnitt Amozoc–San Miguel auf rund 130 Kilometern Länge durch Ferrosur im Güterverkehr betrieben. Die weitere Strecke einschließlich der rund 41 Kilometer langen Zweigstrecke EB von Oaxaca nach Ocotlán de Morelos ist auf längeren Abschnitten abgebaut.

## Geschichte

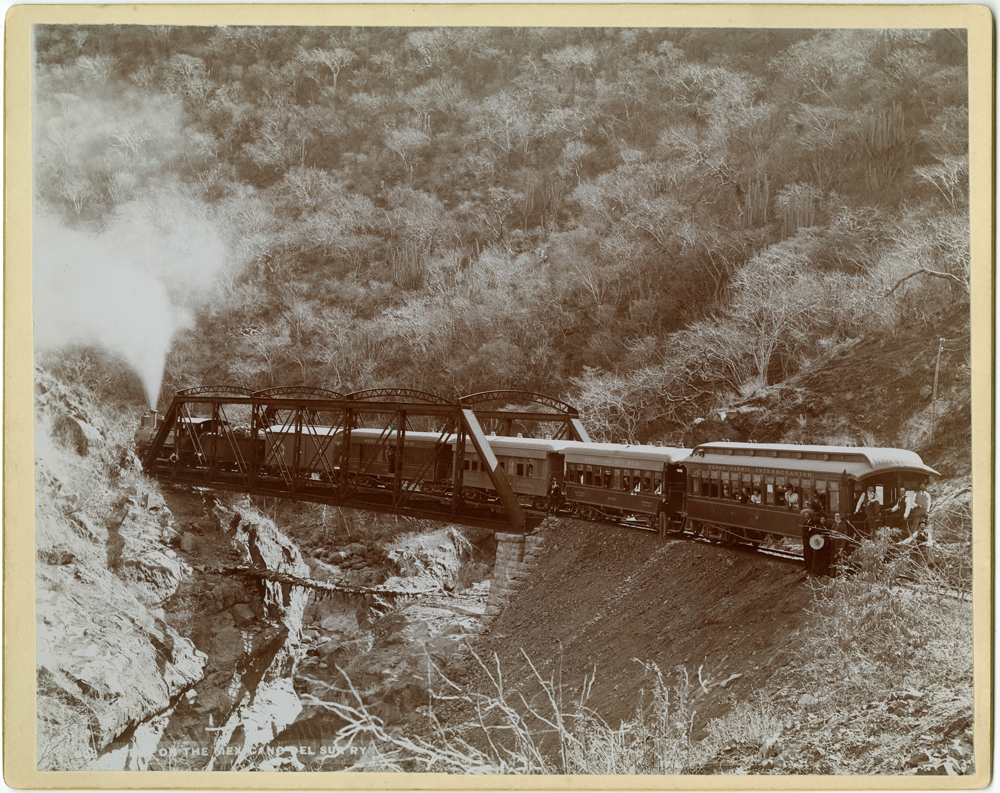
Ein Zug im Tal des Río San Antonio (zwischen 1890 und 1910)

Die Eisenbahnstrecke wurde ab 1893 in voller Länge betrieben, nachdem mit der Eröffnung des Bahnhofes Oaxaca durch Diktator Porfirio Díaz am 13. November 1892 auch die Durchquerung des Tales des Río San Antonio baulich vollständig bewältigt wurde.
Wenige Jahre nach der Privatisierung der Mexikanischen Staatsbahn erfolgte 1999 die Einstellung sämtlicher Verkehre ab San Miguel.
Die Strecke E wurde zwar 2022 als eine zu reaktivierende Strecke für den Personenverkehr vorgeschlagen, taucht in der aktuellen Fortschreibung des Programa Nacional Ferroviario en México (2018–2050) durch Präsidentin Claudia Sheinbaum aber nicht mehr auf.
Die Geschichte wird im Museo del Ferrocarril Mexicano del Sur in Oaxaca de Juárez dokumentiert.

## Strecke
Der Ferrocarril Mexicano del Sur zweigt im Zentrum der Stadt Amozoc de Mota, rund 16 Streckenkilometer östlich des Bahnhofes von Puebla, von der Strecke VB, die aktuell Santa María Moyotzingo über Puebla mit Rafael Lara Grajales (früher San Marcos) an der Strecke S, der Ferrocarril México–Veracruz verbindet. Sie führt zuerst flach mit langen schnurgeraden Abschnitten südostwärts. In Cuapiaxtla (früher Rosendo Marquez) kreuzte bis 1956 die El Chitero genannte Schmalspurstrecke Rafael Lara Grajales–Petlalcingo. Nach Tlacotepec de Benito Juárez zweigte früher die Strecke nach Mucio Martinez südwärts ab. Bei Santiago Miahuatlán führt die Zweigstrecke EA nach Norden. Ursprünglich führte diese schmalspurig rund 51 Kilometer bis Esperanza an der Strecke S, wurde in den 1940er Jahren auf Normalspur umgebaut und 1994 gekürzt auf noch 38 Kilometer bis zur Neubaustrecke SC bei Cañada Morelos. Die Strecke E erreicht danach Tehuacán und beginnt unmittelbar nach Durchfahrt der Stadt den Aufstieg ins Gebirge. Dabei erreicht die Trasse kurz vor Guadalupe Victoria das Kerbtal des Río Salado, wendet sich nach dessen Mündung in den Río Grande südwärts und folgt wiederum dessen Engtal. Hinter San Juan Bautista Cuicatlan geht es kurzzeitig südwestwärts in das Engtal des Río Temellín, bevor dem schluchtenartigen Tal des Río San Antonio etwa 50 Kilometer weit gefolgt wird. Etwa vier Kilometer vor der Station Las Sedas überquert die Strecke ihren Scheitelpunkt auf etwa 1920 Metern über dem Meer und führt von dort hinunter ins Tal des Río Atoyac, dem ab San Francisco Telixtlahuaca die folgenden rund 35 Kilometer bis Oaxaca deutlich geradliniger gefolgt wird. Kurz hinter dem dortigen Bahnhof, der heute das Museo del Ferrocarril Mexicano del Sur beherbergt, zweigt die Strecke EB nach Süden über rund 41 Kilometer nach Ocotlán de Morelos ab, während die Hauptstrecke nach Osten und später Südosten über weitere rund 33 Kilometer zum Endbahnhof in Tlacolula führt.

### Kilometrierung
Die ursprüngliche Kilometrierung der Strecke startete am Bahnhof von Puebla, während heute der offizielle Beginn der Strecke E am Abzweig des Gleises von der Strecke VB in Amozoc liegt. Dadurch fehlen 18,0 Kilometer und der Kilómetro 300 vías del ferrocarril zwischen den Stationen San Juan Tlalixtlahuaca und Asunción Nochixtlán befindet sich nunmehr bei Streckenkilometer 282,0.

## Betrieb
Aktuell (Stand Mai 2025) wird von Ferrosur auf dem Ferrocarril Mexicano del Sur lediglich Güterverkehr zwischen Amozoc de Mota und San Miguel betrieben. Dabei dienen die letzten gut 20 Kilometer ab Tehuacán lediglich dem Anschluss des Werkes von Aceites y Proteínas el Calvario S.A. de C.V.